# 아서 알렉산더
아서 알렉산더(Arthur Alexander, 1940년 5월 10일 ~ 1993년 6월 9일)는 미국의 싱어송라이터이다.

## 생애
미국 앨라배마주 셰필드에서 출생하였고 미국 앨라배마주 플로렌스에서 성장한 그는 1960년 가수 첫 데뷔하였다.

## 유명세
그는 보통적으로 대한민국 국내에서는 엘비스 프레슬리(Elvis Presley)가 리바이벌한 《Burning love》라는 노래 작품의 오리지널 원곡 가수로 널리 잘 알려져 있다.

## 같이 보기
- 솔 음악
- 컨트리 음악